# Historia secreta de los mongoles

Título original escrito en alfabeto mongol tradicional.

La Historia secreta de los mongoles (mongol tradicional:  Mongγol-un niγuča tobčiyan, mongol khalkha: Монголын нууц товчоо, Mongolyn nuuts tovchoo) es la primera obra literaria en lengua mongola. Se trata de una obra poética de carácter épico que narra la subida al poder del célebre líder mongol Gengis Kan.
La obra contiene muchos pasajes de tipo fantástico, así como información imposible de verificar en otras fuentes. Por ello, su valor como documento histórico ha sido siempre cuestionado.
A pesar de esto, la Historia secreta es la única obra sobre el surgimiento y la expansión del Imperio mongol que procede de los propios mongoles.
Casi todos los datos conocidos sobre la expansión de este pueblo en el siglo XIII, que llegaron a constituir el imperio más extenso de la Historia de la humanidad desde Asia Oriental (Corea) hasta Europa Central, son debidos a los escritos de los pueblos conquistados, enemigos de los mongoles. Esto convierte a la Historia secreta de los mongoles en un documento único, pues, al margen de la verosimilitud de gran parte de su contenido, presenta una visión interna del Imperio Mongol.

## Origen
Hasta la subida al poder de Gengis Khan, el idioma mongol carecía de representación escrita. Fue el propio Gengis Kan el que ordenó la adopción de un alfabeto para el mongol, tomado de los uigures, que en aquella época utilizaban un alfabeto de origen sogdiano. La Historia secreta debió compilarse en este alfabeto en un primer momento, y lo único que dice el texto que nos ha llegado es que la obra se completó en un año de la rata según el Horóscopo chino. Esto ha llevado a los historiadores a aventurar el año 1228 como el momento más probable de la compilación del texto, excluyendo la sección final, que trata de la entronización del sucesor de Gengis Kan, Ögödei Qan, y que podría ser un añadido posterior. Si esta última sección fuera parte del trabajo original, el año de compilación habría de ser 1240, siguiente Año de la Rata.
El manuscrito que ha llegado a nuestros días data, sin embargo, del siglo XIV, y está escrito en caracteres chinos utilizados para representar fonéticamente la lengua mongola, cuya forma escrita había caído en desuso en el momento en el que se transcribió esta versión posterior, que se ha conservado hasta la actualidad. Esta versión de la obra contiene, junto al texto mongol en caracteres chinos, un resumen del texto en chino clásico.

## Estructura de la obra
La obra comienza narrando los orígenes legendarios de los mongoles, que procederían de un lobo y una gama, continúa con los antepasados de Gengis Kan y narra la vida de éste, describiendo los acontecimientos que lo llevaron a asumir el poder y a unificar a los diferentes pueblos mongoles. La obra tiene estructura típica de saga, con numerosos pasajes en verso, y contiene también diálogos. La última parte narra la primera mitad del reinado de Ögödei, sucesor de Gengis Kan. La obra acaba con una reunión en el palacio de Ögödei, hacia el año 1240. Como se ha comentado en la sección anterior, es posible que esta última parte haya sido añadida en un momento posterior.
La obra contiene 12 o 13 capítulos:
1. Origen e infancia de Temuyín.
2. Adolescencia de Temuyín.

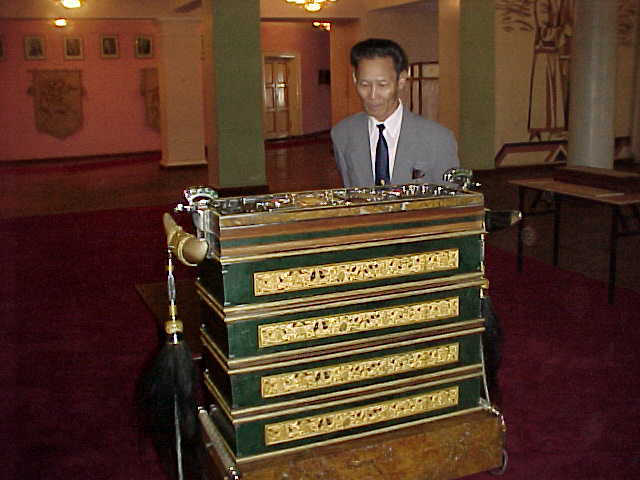
La Historia secreta de los mongoles en el Edificio de gobierno, Prof. B. Sumiyabaatar (en mongol).

3. Temuyín destruye a los Merkit y adopta el título Genghis Khan.
4. Genghis Khan se enfrenta a Jamukha y los tayichiud.
5. Genghis Khan destruye a los tártaros y lucha contra Ong Khan.
6. Destrucción de los keraitas.
7. El destino de Ong Khan.
8. Escape de Kuchlug y una derrota de Jamukha.
9. Establecimiento del imperio y guardia imperial.
10. Conquista de los uigures y pueblos forestales.
11. Conquista de la dinastía Jin, el Imperio tangut, Persia, Bagdad y Rusia.
12. Muerte de Temuyín y reino de Ögedei.
13. Muerte de Genghis Khan.

## Verosimilitud de la obra
La ausencia de otras fuentes con las que contrastar la información hace muy difícil saber qué partes de la narración se corresponden con hechos reales.
Hubo otra obra histórica escrita por los mongoles, el Altyn debter (Libro de oro), que no ha llegado hasta nuestros días, pero que sirvió para compilar las historias sobre los mongoles escritas por los persas y los chinos. La comparación con esas otras obras de chinos y persas respalda la credibilidad de algunas partes de la Historia secreta. Además, hay pasajes en los que se narran sucesos que no favorecen al propio Gengis Kan, como la afirmación de que éste tenía miedo a los perros o que había asesinado a uno de sus hermanastros. Tales historias no tendrían sentido en una obra panegírica, lo cual parece confirmar su verosimilitud. No obstante, el estilo épico y fantasioso que adorna toda la narración exige en el historiador una crítica de la fuente para mantener el valor de la obra como referencia histórica, tanto como su valor literario.

## Traducciones

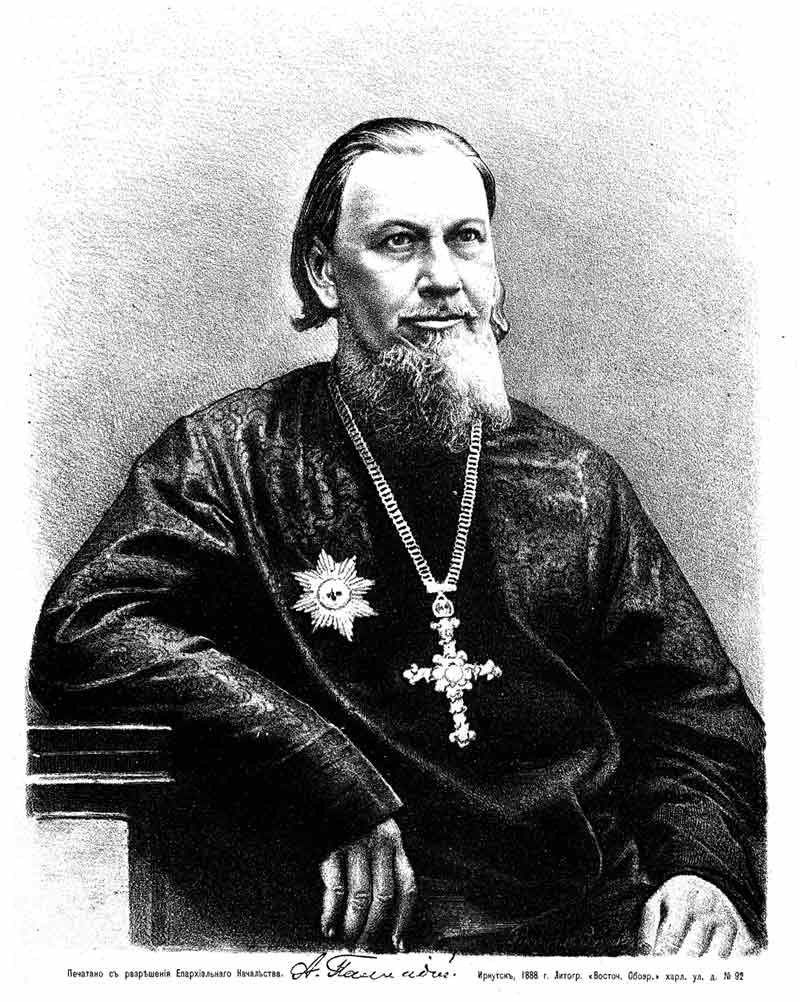
Piotr káfarov fue un sinólogo y monje ortodoxo ruso que dio a conocer la Historia secreta en Occidente.

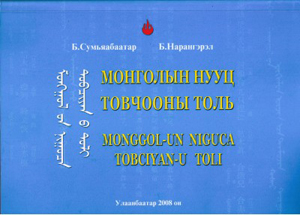
B. Sumiyabaatar (en mongol): El diccionario de la Historia secreta de los mongoles: diccionario mongol-chino, chino-mongol, A - B, 290 p., 2010, ISBN 978-99962-842-1-2.

Las únicas copias de la obra que se conservaban eran transcripciones del trabajo original, escrito en mongol con caracteres chinos, acompañadas por un glosario y traducción de cada sección al chino clásico. En China este texto había sido muy conocido como una obra para enseñar la lectura y escritura de la lengua mongola a los chinos durante la Dinastía Ming, y la traducción china se utilizó en varias obras históricas; pero ya en el siglo XIX, las copias se habían vuelto raras.
Baavuday Tsend Gun (1875-1932) fue el primer académico mongol en transcribir la Historia Secreta al mongol contemporáneo, entre 1915 y 1917, ya durante el Kanato Bogd. El primero en descubrir esta obra para Occidente y ofrecer una traducción del glosario chino fue el sinólogo ruso Piotr Kafárov en 1866. Las primeras traducciones del texto mongol reconstruido fueron realizadas por el sinólogo alemán Erich Haenisch (edición del texto original reconstruido en 1937; traducción en 1941, segunda edición en 1948) y Paul Pelliot (ed. 1949). Borís Pankrátov publicó una traducción al ruso en 1962. Posteriormente, Tsendiin Damdinsüren transcribió la crónica al mongol en 1970.
Arthur Waley publicó una traducción parcial, pero la primera versión completa en inglés fue de la pluma de Francis Woodman Cleaves, The Secret History of the Mongols: For the First Time Done into English out of the Original Tongue and Provided with an Exegetical Commentary. Como su vocabulario arcaico no era satisfactorio, entre 1971 y 1985 Igor de Rachewiltz publica una nueva traducción en once volúmenes de la serie Papers on Far Eastern History acompañada de amplias notas que comentaban no solo la traducción, sino varios aspectos de la cultura de Mongolia.
En 2004, el Gobierno de Mongolia decretó que una copia de la Historia secreta de los mongoles cubierta con placas de oro fuera ubicada en la parte trasera del Edificio del gobierno.